# Novîkî, Kozeleț
Novîkî (în ucraineană Новики) este un sat în comuna Bileikî din raionul Kozeleț, regiunea Cernihiv, Ucraina.

## Demografie
Componența lingvistică a localității Novîkî
     Ucraineană (98,45%)
     Rusă (1,55%)
Conform recensământului din 2001, majoritatea populației localității Novîkî era vorbitoare de ucraineană (98,45%), existând în minoritate și vorbitori de rusă (1,55%).